# 237
237 (CCXXXVII) var ett normalår som började en söndag i den julianska kalendern.

## Händelser

### Okänt datum
- Ardashir I av Persien återupptar anfallet på den romerska provinsen Mesopotamien.
- Eugenius I efterträder Castinus som patriark av Konstantinopel.
- Babylas blir patriark av Antiochia.

## Födda
- Alexander, blivande patriark av Konstantinopel

## Avlidna
- Zhang, kejsarinna i kungariket Shu Han och hustru till Liu Shan